# ساغرچی
ساغرچی یک روستا در ایران است که در دهستان انگوران واقع شده‌است. ساغرچی ۱۳۰ نفر جمعیت دارد.